# Садовий проспект

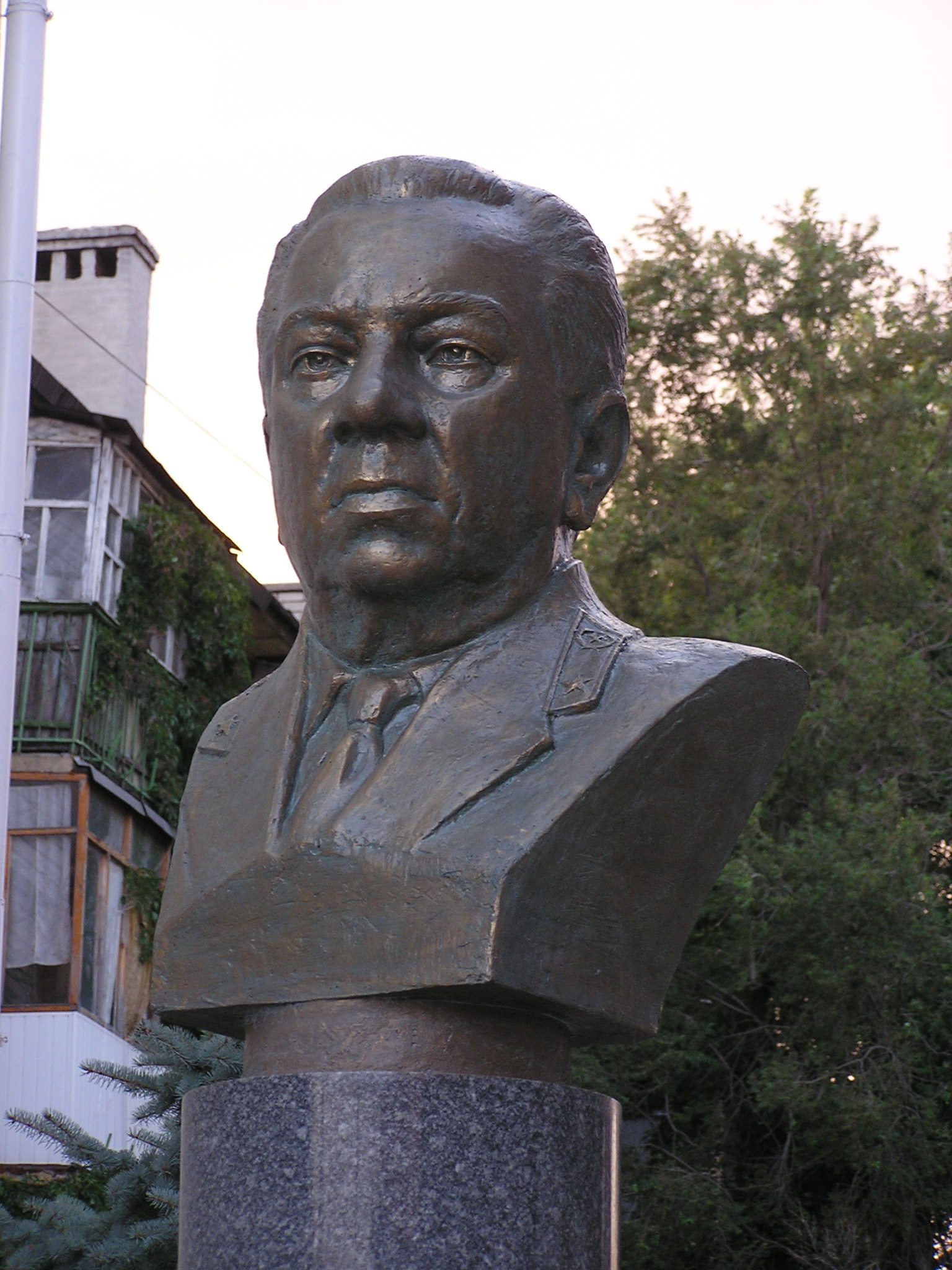
Пам'ятник Олександру Астраханю

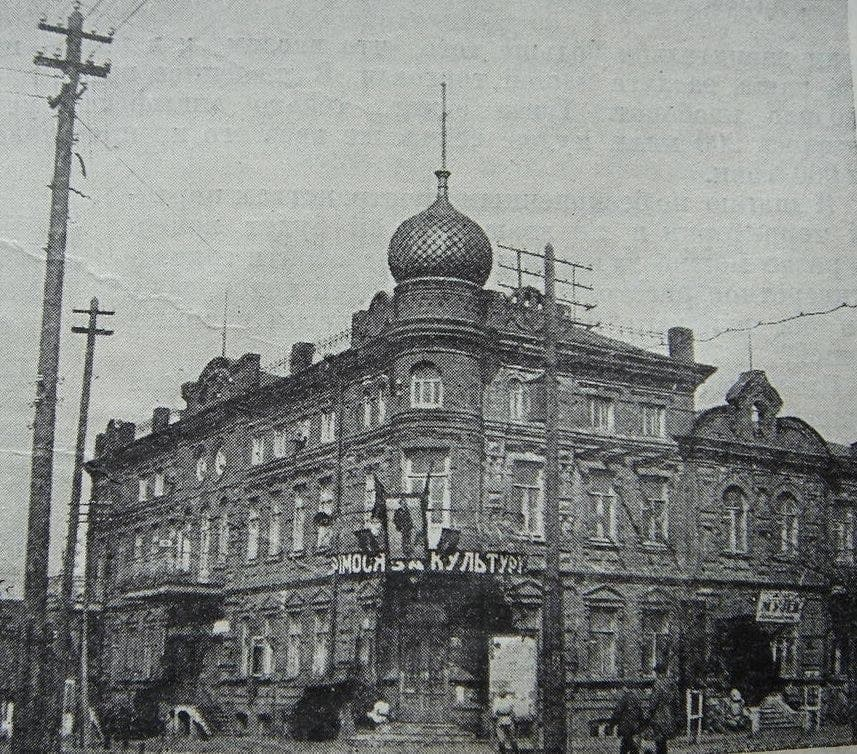
Будівля театру братів Трудовських (фото 1920-х років)

Садо́вий проспе́кт — одна з вулиць міста Донецька. Розташований між вулицею Університетською та вулицею Челюскінців. 

## Опис
Садовий проспект розташований у Ворошиловському районі. Він починається від вулиці Університетської, і завершується площєю Дзержинського. На вулиці розташовано бігато цікавих об'єктів, зокрема: Будинок Горелика, Театр братів Трудовських, Палац піонерів, пам'ятник Астраханю, сквер «Сокіл». Довжина вулиці становить близько кілометра.